# 臺灣威士忌

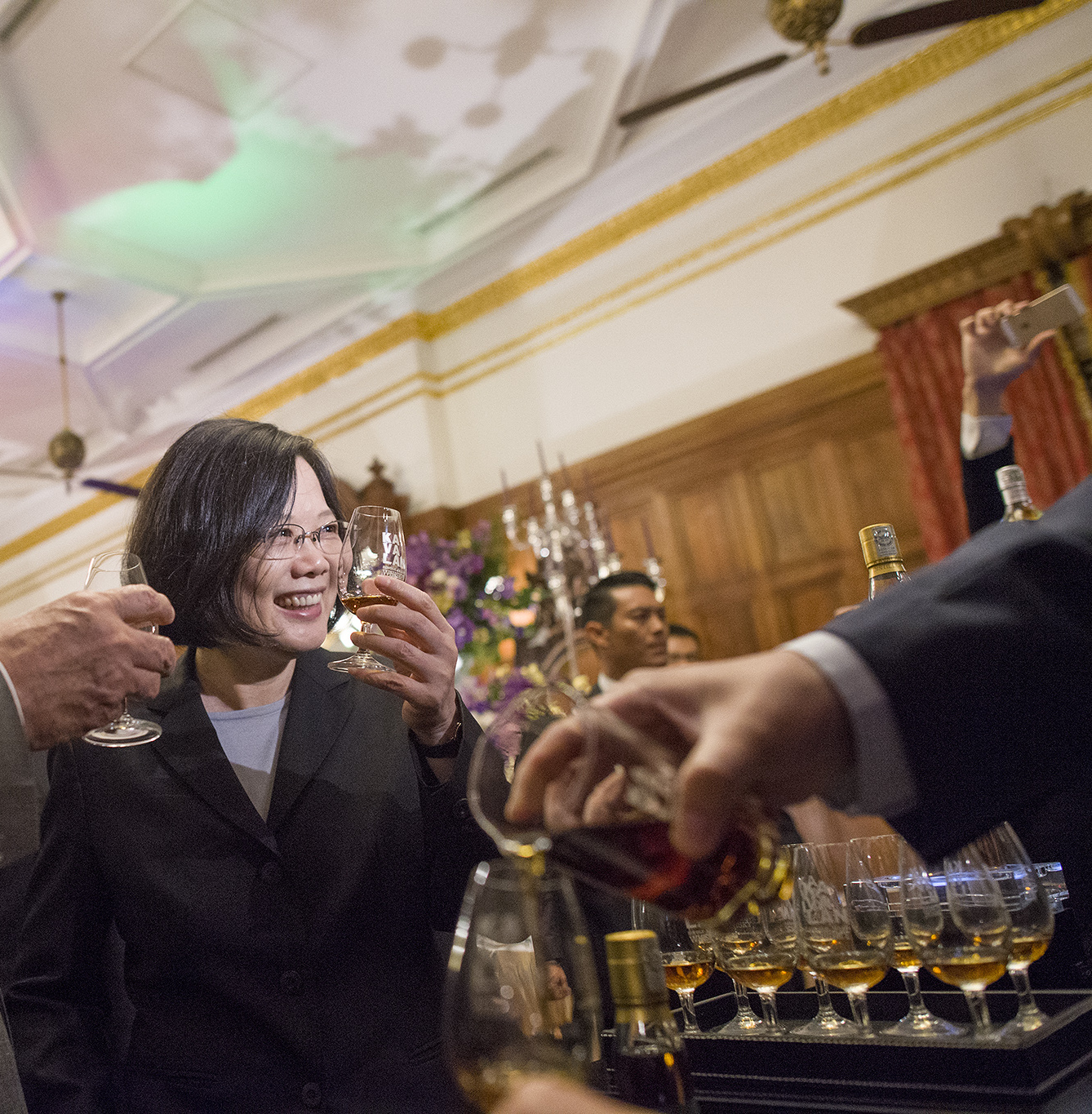
2016年，時任總統蔡英文在國慶日酒會上喝威士忌

臺灣威士忌，是台灣的威士忌產業以噶瑪蘭酒廠最為著名。該酒廠於2015年以其「噶瑪蘭 Solist Vinho Barrique」在世界威士忌大獎中獲得「全球最佳單一麥芽威士忌」的殊榮。台灣也是全球重要的威士忌市場，並位居世界第三大單一麥芽威士忌消費國。

## 歷史

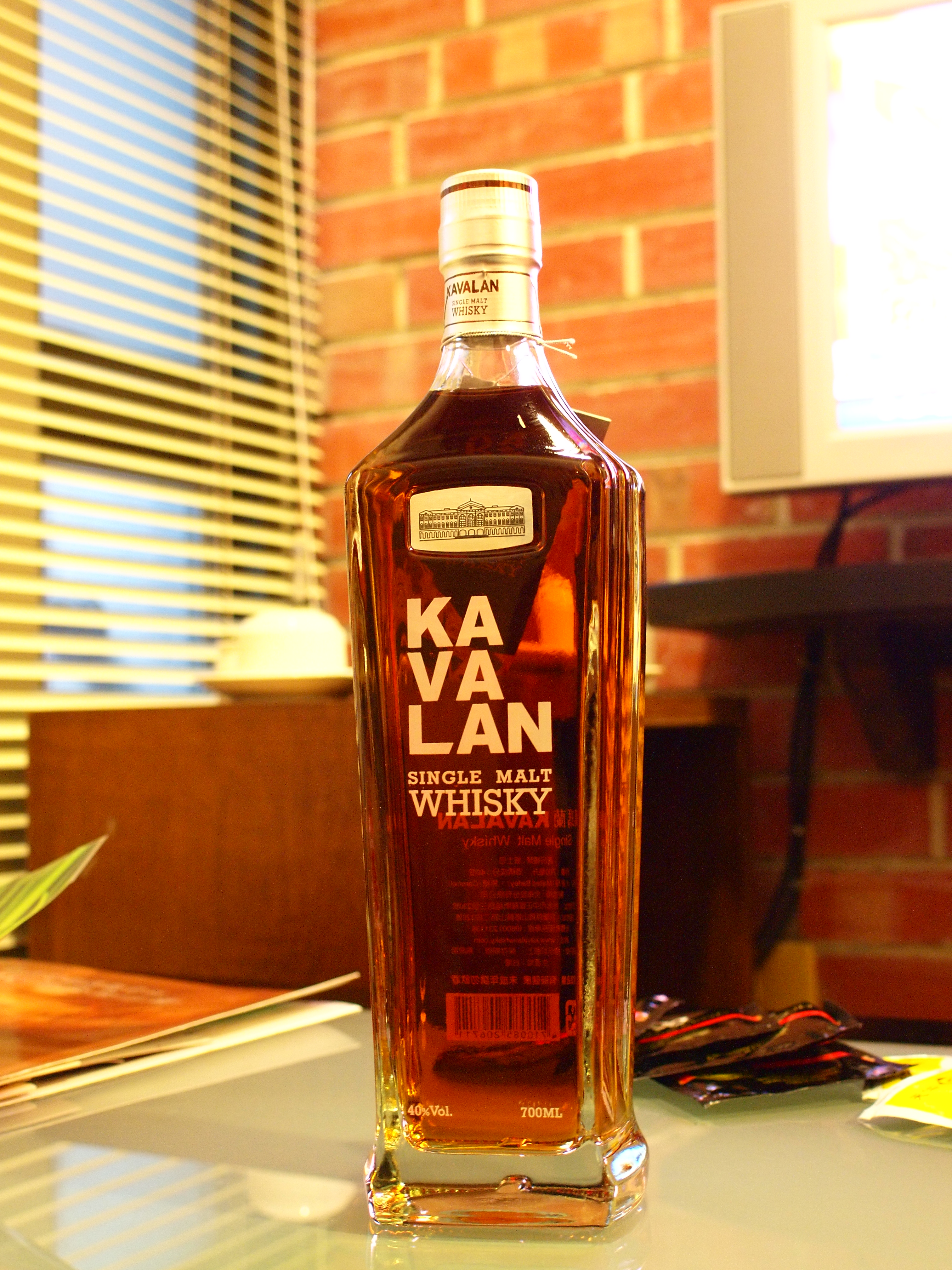
噶瑪蘭單一麥芽威士忌

台灣的酒類生產自日本殖民時期起至2002年由政府壟斷，生產權由台灣菸酒公司持有。2002年，酒類市場自由化，私人釀酒廠開始興起。2011年，台灣威士忌首次在國際上獲得矚目，當時一款台灣威士忌在蘇格蘭彭斯之夜的比賽中擊敗了三款蘇格蘭威士忌和一款英國威士忌。2015年，噶瑪蘭酒廠的 Solist Vinho Barrique 在世界威士忌大獎中被評為「世界最佳單一麥芽威士忌」。隨後，台灣菸酒公司為效仿噶瑪蘭的成功，放棄了以往的壟斷模式，並以奧瑪（Omar）品牌重新進入威士忌市場。